# Paolo Zoppo

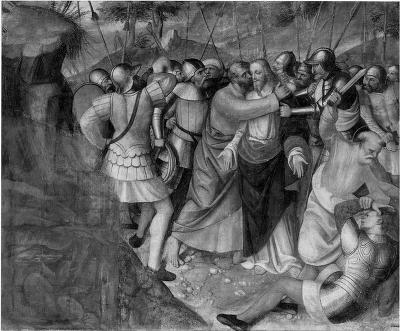
schilderij van Paolo Zoppo (omstreeks 1590)

Paolo Zoppo (begin 16e eeuw) was een Italiaanse kunstschilder uit de Italiaanse renaissance die voornamelijk actief was in Brescia en Venetië.
Van hem is bekend dat hij een schilderij maakte van de plundering van Brescia in 1512. Hij was aanwezig in Brescia toen Gaston van Foix de stad aanviel en innam. Nadat het ergste voorbij was, schilderde Zoppo een miniatuur van de verwoesting op een kristallen kom om die later aan doge Gritti te schenken. Onderweg naar Venetië brak hij die echter, en hij zou van verdriet in 1515 te Desenzano overleden zijn. Deze episode bezorgde hem in Italië de bijnaam Paolo Zoppo dal Vaso (Paolo Zoppo van de vaas). 
In Brescia is er van hem een Christus op de Calvarieberg die in stijl verwant is met schilderijen van Bellino.